# آیینه حق‌نما
آینه حق‌نما کتابی درباره تثلیث و اثبات عقاید مسیحی و رد عقاید اسلامی است که ژروم گزاویه به درخواست اکبر کبیر، امپراتور گورکانی، نوشت تا او را با تفکرات مسیحیت آشنا کند. آیینه حق نما در سال ۱۰۱۸ هجری برابر ۱۶۰۹ میلادی به زبان فارسی تألیف شد و ژروم این کتاب را به جهانگیرشاه هدیه داد. به دستور جهانگیر این کتاب را از آگره به اصفهان، نزد صفویان، فرستادند. سیداحمد علوی عاملی کتاب را خواند و مَصْقَلِ صَفا را در رد آن نوشت و به هندوستان فرستاد.